# Hanerot hallalou
Hanerot hallalou (hébreu : הַנֵּרוֹת הַלָּלוּ « ces lumières ») est une déclaration faite lors de la fête juive de Hanoucca  après l’allumage de la Hanoukkia par laquelle on s’engage à ne pas profiter des lumières qu’elle produit. 
Elle est mentionnée pour la première fois comme une condition (ou une déclaration d’intention) faite après la première bénédiction de l’allumage dans le 20e chapitre du traité Soferim (en), lequel est rédigé en Palestine byzantine après la complétion des Talmuds. Ignorée d’Isaac Alfassi, de Rachi et de Moïse Maïmonide, elle ne reparaît qu’au XIIIe siècle dans un responsum du rabbin Meïr de Rothenburg (édition Prague, vol. 4, no 66)  sous une forme modifiée: il institue, d’une part, sa récitation après les bénédictions de l’allumage, et en change, d’autre part, la formule. La coutume du maître est reprise par ses disciples, parmi lesquels compte Asher ben Yehiel qui la transmet à son fils Jacob ben Asher, auteur des Arbaa Tourim (« Quatre Piliers » de la loi juive) qui serviront de base légale aux communautés juives ashkénazes et séfarades par le biais du Choulhan Aroukh (« Table Dressée ») qui en est un commentaire. La coutume s’étend ensuite aux communautés juives yéménites mais demeure ignorée des rites juifs italien, romaniote et balkan. 
La formule exacte de la déclaration est incertaine car Salomon Louria (en) affirme dans l’un de ses responsa qu’elle contient 36 lettres « comme Halal"ou » (L"ou ayant une valeur de 36 dans le système alphanumérique hébreu) hormis l’incipit même (hanerot hallalou anou madlikin) et ses propos sont repris par le Maguen Avraham et des décisionnaires ultérieurs mais le compte n’y est pas, ce qui suggère une erreur dans les versions actuelles ou dans le signe mnémonique utilisé; beaucoup ne s’en formalisent pas. Les modifications introduites par Meïr de Rothenburg et ses successeurs — hallalou au lieu de haelou alors que nerot est, malgré son suffixe, de genre masculin, et teshou’ot au lieu de yeshou’ot, l’ajout des « libérations » et des « guerres, » « en ces jours en ce temps » — ont été faites sous l’influence de la bénédiction sur les miracles, où l’énumération des bienfaits divins permet de distinguer entre les miracles (nissim) de la révolte des Maccabées et les merveilles (niflaot) comme celle de la fiole d’huile,. 
La récitation se fait après qu’on a allumé la lumière la plus à gauche du chandelier de Hanoucca (Maguen Avraham 676:3) car c’est avec cette lumière que grandissent l’illumination et le miracle mais ceux qui, craignant de s’interrompre entre les bénédictions sur l’allumage et l’acte soi-même, attendent d’allumer la dernière lumière, agissent eux aussi à bon escient (Pri Megadim, cité in Mishna Beroura 676:8). La plupart des décisionnaires sont toutefois d’avis que la récitation du passage Hanerot hallalou ne constitue pas une interruption, et certains permettent, bien qu’a posteriori (c’est-à-dire en cas d’erreur et non d’intention première), la récitation avant l’allumage (Nitei Gabriel, lois de Hanoucca 29:3).   
Il semble que la déclaration Hanerot hallalou, similaire en de nombreux points à Ha la’hma ’anya (en) du séder de Pessa'h, remplisse les mêmes buts didactique et participatif pour toute la maisonnée, prolongeant l’expérience de l’allumage passé l’embrasement des mèches et permettant, du fait des mélodies sur lesquelles on la récite, de poursuivre la soirée par des poèmes et des chants.
| Hébreu                                                                                              | Français |
| Version du traité Soferim 20:4 (édition Higger):                                                    | Version du traité Soferim 20:4 (édition Higger): |
| --------------------------------------------------------------------------------------------------- | --- |
| הנרות האלו אנו מדליקין, על הישועות ועל הניסים ועל הנפלאות,                                          | Ces lumières que nous allumons sont pour les saluts et les miracles et les merveilles                                                                                                 |
| אשר עשית לאבותינו על ידי כוהניך הקדושים.                                                            | que tu as faits à nos pères par tes prêtres saints. |
| וכל [מצוות] שמונת ימי החנוכה, הנרות האלו קודש ואין לנו רשות להשתמש בהן אלא לראותן בלבד,             | Et tous les [commandements des] huit jours de Hanoucca, ces lumières sont consacrées, et il ne nous est pas permis de les utiliser mais seulement de les voir,                        |
| כדי להודות שמך, על נפלאותיך ועל ניסיך ועל ישועתך.                                                   | afin de remercier ton nom pour tes merveilles et tes miracles et tes saluts. |
| Version de l’Arbaa Tourim (Tour Orah Hayyim 676):                                                   | |
| הנרות הללו אנו מדליקין, על התשועות ועל הניסים ועל הנפלאות,                                          | Ces lumières que nous allumons sont pour les libérations et les miracles et les merveilles                                                                                            |
| שעשית לאבותינו, על ידי כוהניך הקדושים.                                                              | que tu as faits à nos pères par tes prêtres saints. |
| וכל שמונת ימי חנוכה, הנרות הללו קודש הן, ואין לנו רשות להשתמש בהן אלא לראותן בלבד,                  | Et (pendant) tous les huit jours de Hanoucca, ces lumières sont consacrées, et il ne nous est pas permis de les utiliser mais seulement de les voir,                                  |
| כדי להודות לשמך, על נפלאותיך ועל ניסיך ועל ישועתך.                                                  | afin de rendre grâce à ton nom, pour tes merveilles et tes miracles et tes saluts. |
| Version du rite ashkénaze (The Metsuda Siddur, 1981):                                               | |
| הַנֵּרוֹת הַלָּלוּ אָֽנוּ מַדְלִיקִין, עַל הַנִּסִּים וְעַל הַנִּפְלָאוֹת (וְעַל הַתְּשׁוּעוֹת וְעַל הַמִּלְחָמוֹת),                             | Ces lumières que nous allumons sont pour les miracles et les merveilles (et les libérations et les guerres)                                                                           |
| שֶׁעָשִׂיתָ לַאֲבוֹתֵינוּ בַּיָּמִים הָהֵם בַּזְמַן הַזֶּה, עַל יְדֵי כֹּהֲנֶיךָ הַקְּדוֹשִים.                                            | que tu as faits à nos pères en ces jours, en ce temps, par tes prêtres saints. |
| וְכָל שְמוֹנַת יְמֵי חֲנֻכָּה, הַנֵּרוֹת הַלָּלוּ קֹדֶשׁ הֵן, וְאֵין לָנוּ רְשׁוּת לְהִשְׁתַּמֵּשׁ בָּהֵן, אֶלָּא לִרְאוֹתָן בִּלְבָד,                   | Et tous les huit jours de Hanoucca, ces lumières sont consacrées, et il ne nous est pas permis de les utiliser mais seulement de les voir,                                            |
| כְּדֵי לְהוֹדוֹת וּלְהַלֵל לְשִׁמְךָ הַגָּדוֹל, עַל נִסֶּיךָ וְעַל נִפְלְאוֹתֶיךָ וְעַל יְשׁוּעָתֶךָ׃                                       | afin de rendre grâce et louer à ton grand nom, pour tes miracles et tes merveilles et tes saluts.                                                                                     |
| Version du rite séfarade et oriental (édition Shaliehsaboo):                                        | |
| הַנֵּרוֹת הַלָּלוּ אֲנַחְנוּ מַדְלִיקִין עַל הַנִּסִּים, [ועל הפורקן ועל הגבורות] ווְעַל הַתְּשׁוּעוֹת, וְעַל הַנִּפְלָאוֹת [ועל הנחמות], | Ces lumières que nous allumons sont pour les miracles, [et pour la libération et pour les actes héroïques] et pour les libérations, et pour les merveilles [et pour les consolations] |
| שֶׁעָשִׂיתָ לַאֲבוֹתֵֽינוּ [בימים ההם בזמן הזה,] עַל יְדֵי כֹּהֲנֶיךָ הַקְּדוֹשִׁים.                                          | que tu as faits à nos pères [en ces jours, en ce temps,] par tes prêtres saints. |
| וְכָל־שְׁמוֹנַת יְמֵי חֲנֻכָּה הַנֵּרוֹת הַלָּלוּ קֹדֶשׁ [הם], וְאֵין לָנוּ רְשׁוּת לְהִשְׁתַּמֵּשׁ בָּהֶם, אֶלָּא לִרְאוֹתָם בִּלְבָד                   | Et tous les huit jours de Hanoucca, ces lumières sont consacrées, et il ne nous est pas permis de les utiliser mais seulement de les voir,                                            |
| כְּדֵי לְהוֹדוֹת לִשְׁמֶךָ עַל נִסֶּיךָ [ועל] נִפְלְאוֹתֶיךָ וִ[על ]ישׁוּעוֹתֶיךָ:                                              | afin de rendre grâce à ton nom pour tes miracles [et pour] tes merveilles et [pour ]tes saluts.                                                                                       |
| Version des Juifs du Yémen (rite shami):                                                            | |
| הנרות הללו אנו מדליקין על הנסים ועל הפרקן ועל הגבורות ועל התשועות ועל הנפלאות ועל הנחמות            | Ces lumières que nous allumons sont pour les miracles, et pour la libération et pour les actes héroïques et pour les libérations, et pour les merveilles et pour les consolations     |
| שעשית לאבותינו בימים ההם בזמן הזה. על ידי כהניך הקדושים.                                            | que tu as faits à nos pères en ces jours, en ce temps, par tes prêtres saints. |
| וכל שמונת ימי חנכה הנרות הללו קדש הם ואין לנו רשות להשתמש בהם אלא לראותם בלבד                       | Et tous les huit jours de Hanoucca, ces lumières sont consacrées, et il ne nous est pas permis de les utiliser mais seulement de les voir,                                            |
| כדי להודות לשמך על נסיך ועל נפלאותיך ועל ישועתך                                                     | afin de rendre grâce à ton nom pour tes miracles et pour tes merveilles et pour tes saluts.                                                                                           |
| Version des Juifs du Yémen (rite baladi):                                                           | |
| הנרות הללו אנו מדליקין על התשועות ועל הנסים ועל הנפלאות,                                            | Ces lumières que nous allumons sont pour les libérations et pour les miracles et pour les merveilles                                                                                  |
| שעשית עם אבותינו בימים ההם בזמן הזה. על ידי כהניך הקדושים.                                          | que tu as faits pour nos pères en ces jours, en ce temps, par tes prêtres saints. |
| וכל שמונת ימי חנכה. הנרות הללו קדש הם, ואין לנו רשות להשתמש בהם אלא לראותן בלבד.                    | Et tous les huit jours de Hanoucca, ces lumières sont consacrées, et il ne nous est pas permis de les utiliser mais seulement de les voir,                                            |
| כדי להודות לשמך על נפלאותיך ועל נסיך ועל ישועתך                                                     | afin de rendre grâce à ton nom pour tes merveilles et pour tes miracles et pour tes saluts.                                                                                           |